# Szilágy megye természetvédelmi területeinek listája
Szilágy megye természetvédelmi területeinek listája azokat a természetvédelmi területeket tartalmazza, amelyek a romániai Szilágy megyében találhatóak, és országos jelentőségűnek minősülnek az 5/2000 számú törvény, és a 2151/2004 számú kormányhatározat értelmében.
| Kód       | Kép | Magyar elnevezés                       | Román elnevezés                          | Helység         | IUCN- kategória | Típus                        | Terület (ha) |
| --------- | --- | -------------------------------------- | ---------------------------------------- | --------------- | --------------- | ---------------------------- | ------------ |
| RONPA0699 |     | Sárkányok kertje                       | Grădina Zmeilor                          | Galgó           | III             | geológiai és tájképi         | 3            |
| RONPA0700 |     | Moșul és Baba sziklák                  | Pietrele Moşu şi Baba                    | Nagygoroszló    | III             | geológiai és tájképi         | 0,2          |
| RONPA0701 |     | Almásrákosi nárciszmező                | Poiana cu narcise de la Racâș-Hida       | Almásrákos      | IV              | florisztikai és tájképi      | 1,5          |
| RONPA0702 |     | Szilágyrónai mészkövek                 | Calcarele de Rona                        | Szilágyróna     | III             | geológiai                    | 0,5          |
| RONPA0703 |     | Somlyócsehi-láp                        | Balta Cehei                              | Somlyócsehi     | IV              | faunisztikai                 | 18,2         |
| RONPA0704 |     | Szilágycsehi mocsári kockásliliom mező | Lunca cu lalea pestriţă - Valea Sălajulu | Szilágycseh     | IV              | tájképi                      | 10           |
| RONPA0705 |     | Csűrfalvi sziklák                      | Stanii Cliţului                          | Csűrfalva       | IV              | tájképi                      | 16           |
| RONPA0706 |     | Ördög-köve                             | Gresiile de pe Stânca Dracului           | Hidalmás        | III             | geológiai és tájképi         | 0,001        |
| RONPA0707 |     | Tuszatelke–Berettyó rezervátum         | Rezervaţia peisagistică Tusa-Barcău      | Tuszatelke      | IV              | tájképi és erdészeti         | 13,43        |
| RONPA0708 |     | Krasznajázi-mocsár                     | Mlaştina de la Iaz                       | Krasznajáz      | IV              | faunisztikai és florisztikai | 10           |
| RONPA0709 |     | Konkolyfalvi gesztenyés                | Pădurea „La Castani”                     | Konkolyfalva    | IV              | erdészeti                    | 7,8          |
| RONPA0710 |     | Panitfalvi tölgyes                     | Stejărişul Panic                         | Szilágypanit    | IV              | erdészeti és tájképi         | 2            |
| RONPA0711 |     | Panitfalvi mocsári tölgyes             | Stejărişul de baltă Panic                | Szilágypanit    | IV              | erdészeti és tájképi         | 1,7          |
| RONPA0851 |     | Măgurici-barlang                       | Peştera Măgurici                         | Hosszúrév       | III             | szpeológiai                  | 1            |
| RONPA0896 |     | Lapis-erdő                             | Pădurea Lapiş                            | Szilágynagyfalu | IV              | faunisztikai és erdészeti    | 430,4        |

## Fordítás
Ez a szócikk részben vagy egészben  a   Lista rezervaţiilor naturale din judeţul Sălaj című román Wikipédia-szócikk ezen változatának fordításán alapul.  Az eredeti cikk szerkesztőit annak laptörténete sorolja fel. Ez a jelzés csupán a megfogalmazás eredetét és a szerzői jogokat jelzi, nem szolgál a cikkben szereplő információk forrásmegjelöléseként.